# Nasidius pulchriventris
Nasidius pulchriventris är en insektsart som först beskrevs av Griffini 1914.  Nasidius pulchriventris ingår i släktet Nasidius och familjen Anostostomatidae. Inga underarter finns listade i Catalogue of Life.